# Elsa Aguirre
Elsa Aguirre (ur. 25 września 1930) – meksykańska aktorka telewizyjna i filmowa.

## Filmografia
- 1946 El sexo fuerte
- 1946 El pasajero diez mil
- 1946 Don Simón de Lira
- 1947 El ladrón
- 1947 Algo flota sobre el agua
- 1948 Los Viejos Somos asi
- 1948 Ojos de Juventud
- 1949 Medianoche
- 1949 La mujer que yo Ame
- 1949 La Liga de las muchachas
- 1950 Lluvia roja
- 1950 Una mujer decente
- 1950 Amar fue su Pecado
- 1951 La estatua de came
- 1951 Acapulco
- 1952 Cuatro noches contigo
- 1952 La perversa
- 1954 Cantando nace el amor
- 1954 Cuidado con el amor
- 1955 Estafa de amor
- 1967 El hijo de todas
- 1999 Mujeres Enganadas
- 2001 Lo que es el amor

## Nagrody
- 2003 Ariel de Oro (Meksykańska Akademia Wiedzy i Sztuki Filmowej) za całokształt
- 2005 Luminaria de Oro Recognition